# Liste der höchsten Strafen gegen Banken
In dieser Liste werden die höchsten Strafen gegen Banken, verhängt durch Strafverfolgungsbehörden und Finanz-Aufsichtsbehörden, geführt. Die Liste ist unvollständig und nach der Höhe der Strafsumme vorsortiert.
| Jahr           | Bank                                                           | Land             | Anlass des Verfahrens | Ausgang |
| -------------- | -------------------------------------------------------------- | ---------------- | --- | --- |
| 2019           | Barclays, RBS, Citigroup, JPMorgan MUFG                        | EU               | (illegale) Absprachen beim Devisenhandel (Bankenkartell) | Strafzahlung in Höhe von 210 Mio. € (Barclays), Strafzahlung in Höhe von 249 Mio. € (RBS) Strafzahlung in Höhe von 310 Mio. € (Citigroup) Strafzahlung in Höhe von 228 Mio. € (JPMorgan) Strafzahlung in Höhe von 69 Mio. € (MUFG) |
| 2017           | Deutsche Bank                                                  | USA, UK          | Verwicklung in Geldwäsche und Steuerhinterziehung (Russischer Waschsalon) | Strafzahlung in Höhe von 425 Millionen US-Dollar Strafzahlung in Höhe von 163 Millionen britische Pfund |
| März 2014      | Credit Suisse                                                  | USA              | Vorwurf der Federal Housing Finance Agency (FHFA): Verkauf von verbrieften Immobilienkrediten (RMBS) im Volumen von rund 16,6 Milliarden Dollar an die staatlichen Immobilienfinanzierer Fannie Mae und Freddie Mac mit falschen Angaben zur Qualität der dahinterstehenden Kredite. | Strafzahlung in Höhe von 885 Millionen Dollar |
| Dezember 2013  | Royal Bank of Scotland                                         | USA              | Jahrelange Umgehung von Außenhandelssanktionen gegen den Iran, Burma, Sudan und Kuba | Strafzahlung in Höhe von 100 Millionen Dollar |
| Dezember 2013  | Deutsche Bank                                                  | EU               | Manipulation des Libor | Strafzahlung in Höhe von 725 Millionen Euro |
| Dezember 2013  | Deutsche Bank                                                  | USA              | Manipulation des Libor | Strafzahlung in Höhe von 1,9 Milliarden Dollar |
| Dezember 2012  | HSBC                                                           | USA              | Geldwäsche in Zusammenhang mit Drogenhandel sowie Geldgebern des Terrorismus | Strafzahlung in Höhe von 1,9 Milliarden Dollar |
| September 2013 | JPMorgan Chase                                                 | US, UK           | Mängel bei den internen Kontrollen und falsche Angaben bei Transaktionen | Strafzahlung in Höhe von 920 Millionen Dollar |
| Dezember 2012  | UBS                                                            | USA, UK, Schweiz | Jahrelange Manipulation des Libor | 1,4 Milliarden Franken Strafe nach Vergleich |
| Februar 2013   | Royal Bank of Scotland                                         | US, UK           | Jahrelange Manipulation des Libor | Strafzahlung in Höhe von 612 Millionen Dollar |
| Dezember 2012  | Standard Chartered                                             | USA              | Geldwäsche für iranische Kunden | Strafzahlung in Höhe von 340 Millionen Dollar |
| Juni 2012      | Barclays Bank                                                  | UK               | Jahrelange Manipulation des Londoner Interbanken-Zinssatz Libor | Strafzahlung in Höhe von 290 Millionen Pfund |
| Dezember 2011  | Countrywide Financial (Tochterunternehmen der Bank of America) | USA              | Anklage: Das Unternehmen soll von Bürgern schwarzer Hautfarbe höhere Zinsen verlangt haben als von Bürgern weißer Hautfarbe | Einstellung des Verfahrens gegen eine Zahlung von 335 Millionen Dollar |
| Oktober 2011   | Citigroup                                                      | USA              | Anklage wegen Betrugsvorwürfen der Börsenaufsicht SEC im Zusammenhang mit dem Verkauf von Hypothekenanleihen im Vorfeld der Finanzkrise | Einstellung des Verfahrens gegen eine Zahlung von 285 Millionen US-Dollar |
| September 2011 | Credit Suisse                                                  | Deutschland      | Anklage wegen Beihilfe zur Steuerhinterziehung in Deutschland | Einstellung des Verfahrens gegen eine Zahlung von 150 Millionen Euro |
| Mai 2011       | UBS                                                            | USA              | Auktionsbetrug bei US-Kommunalanleihen, Manipulation des Bieterprozesses zwischen 2001 und 2006 | 160 Millionen Dollar Strafzahlung |
| Februar 2011   | Deutsche Bank                                                  | Südkorea         | Die Deutsche Bank hat mit der Platzierung großer Aktienpakete gegen Vorschriften verstoßen. | Strafzahlung 640.000 Euro und Ausschluss vom Eigenhandel und Handel mit Finanzderivaten für sechs Monate in Südkorea. |
| April 2015     | Deutsche Bank                                                  | USA              | Manipulation des Libor | 2,5 Milliarden Dollar Strafzahlung |